# Renaud Rebillaud
Renaud Rebillaud, né le 4 septembre 1984 à Paris, est un compositeur, producteur français de plus d'une centaine de morceaux à succès. Il a travaillé avec Gims, Kendji Girac, Vianney, Vitaa, Sexion d'assaut, Black M, Damso, Slimane, Mika, Pierre Garnier, M. Pokora, Soolking, Gaëtan Roussel, Amir, Amel Bent, Magic System, Dadju et Indochine,,.

## Biographie

### Jeunesse
Renaud Rebillaud né le 4 septembre 1984 à Paris.
De 2000 à 2010, il fait partie d'un groupe de punk-rock, post hardcore appelé M Sixteen qu'il fonde avec des amis du lycée « On a tenu pendant 10 ans mais malgré les concerts et les tournées, ça ne nous permettait pas de gagner notre vie ».
Le groupe sortira néanmoins trois disques, tournera plusieurs fois en Europe, en Russie et au Royaume Unis et connaitra un réel succès d'estime dans le milieu rock européen.

### Carrière musicale

#### Années 2000
En 2009, il reçoit un message MSN d'un ami de lycée Wisla producteur de la Sexion d'Assaut « Il m'a proposé de passer chez lui dans son studio pour venir essayer des sons avec la Sexion. J'aurais pu très bien ne pas y aller, mais j'ai bien fait car j'y ai rencontré Gims et ça a changé ma vie ». Pendant six mois, il travaille avec la Sexion d'assaut sur leur premier album studio L'École des points vitaux, sur lequel il compose et produit 6 titres dont les singles Désolé et Wati by Night .

#### Années 2010
En 2012 il continue l'aventure avec Sexion d'assaut avec l'album L'Apogée, sur lequel il compose et produit notamment Wati House .
En 2011, Gims décide de se lancer en solo et fait appel à Renaud pour construire le premier album de Gims, Subliminalqui sort en 2013. En 2021 l'album est certifié double disque de diamant pour plus de 1 000 000 de ventes en France. Sur cet album Renaud compose et produit la grande majorité des titres, dont les singles J'me tire (numéro 1 du top single pendant 4 semaines), Bella (chanson), et Changer (chanson) .
En 2013 il compose et produit le titre Game Over (chanson de Vitaa) pour Vitaa et Gims, qui restera plusieurs semaines à la première place du top single en France ,.
En 2014, Renaud Rebillaud compose Color Gitano pour le donner à Kendji Girac « J'avais trouvé assez drôle qu'il soit sélectionné pour The Voice grâce à une reprise de Bella et j'avais envie de lui créer quelque chose d'un peu hybride entre électro, club et culture gitane ». La chanson Color Gitano gagnera le NRJ Music Awards 2014 de la Chanson francophone de l'année.
En 2014, il compose avec Black M, Mme Pavoshko et La légende Black, ainsi qu'une grande partie de son album "Les yeux plus gros que le monde", avec entre autres les singles On s'fait du malet "C'est tout moi".
En 2015 il Compose et produit 12 titres sur l'album Mon cœur avait raison de Gims, notamment les singles Je te pardonne en duo avec Sia (chanteuse), Brisé (chanson), Tu vas me manquer et le titre Laissez passer (chanson), qui sera repris dans la chanson Summer 2015 par le groupe LEJ.
Egalement dans cet album, le titre Est-ce que tu m'aimes ? s'exportera à l'étranger et se classera à la première place du top single en Italie pendant 6 semaines consécutives.
En 2016, il continue sa collaboration avec Black M, sur son album Éternel Insatisfait. De leur travail naîtront les singles "Frérot" en duo avec Soprano (rappeur), "Askip", "French Kiss", et Je suis chez moi, dont un remix africain en featuring avec Amadou & Mariam et Manu Dibango est sorti le 14 septembre 2016.
La même année il composera et produira les singles "Je m'en fous" et "Porto Rico" pour le chanteur Ridsa, qui seront certifiés single d'or,,
En 2017 toujours pour Ridsa il compose et produit plus de 10 titres sur l'album "Libre", dont les singles "Avancer" et "Leïla"
Il rencontre à l'été 2017 le chanteur Amir (chanteur) pour lequel il compose et produit le single États d'amour (chanson).
En septembre 2017 sort l'album 13 (album d'Indochine) sur lequel il a composé avec Nicola Sirkis le single Song for a Dream, expérience qui lui permettra de renouer avec ses racines rock.
La même année, lors d'un séjour au Maroc, il rencontre Vianney, à l'occasion de la création du duo La Même (chanson) avec Gims, qui figurera sur l'album Ceinture noire (album) et sortira en mars 2018.
Cette chanson rencontrera un grand succès en France, se classant à la première place du top single durant plusieurs semaines, et se distinguant comme le titre francophone le plus diffusé de l'année 2018,,,.Une version en partie en espagnol avec Álvaro Soler est sortie le 24 août 2018.
L'album Ceinture noire (album) lui permettra de collaborer avec des artistes internationaux tes que Sting sur le titre Reste (chanson) , ou même les rappeurs Lil Wayne et French Montana sur le titre "Corazon" , et Maluma sur le duo Hola Señorita dont le clip atteint plus de 600 millions de vues sur la plateforme YouTube .
Sur le même album il compose et produit plus de 25 titres, dont les singles Caméléon (chanson), "Le pire", et "Malheur malheur".
A l'été 2018 alors qu'il travaille sur la réédition de l'album J4M de Vitaa il rencontre le chanteur Slimane (chanteur), avec lequel il crée le titre Je te le donne, collaboration qui incitera les artistes à développer par la suite le projet de duo VersuS.
La même année, il compose et produit 10 titres pour l'album Amigo (album) de Kendji Girac. Cet album lui permettra de rencontrer le chanteur Damso avec lequel il co-signe plusieurs titres, et d'approfondir sa relation de création avec Vianney avec qui il co-écrit notamment les titres "Tiago" et "Pour oublier" qui remportera le trophée de la chanson Francophone de l'année aux NRJ Music Awards 2018.
En 2019 il fait la rencontre de la chanteuse Camélia Jordana, pour laquelle il compose et produit plusieurs titres sur son album Facile x Fragile, dont le single "Facile" qu'ils créent le jour de leur rencontre et qui sera le titre le plus diffusé de l'année 2020 et sera nommé dans la catégorie Victoire de la chanson originale aux Victoires de la musique 2021.
La même année il rencontre le chanteur M. Pokora pour lequel il fait plusieurs chansons sur l'album Pyramide (album de M. Pokora), et le single Tombé (chanson), qu'il co-signe avec Slimane (chanteur), remportera le Grand prix de la SDRM lors des Grand prix Sacem 2021 ,.
Au printemps 2019, il s'enferme en studio et compose avec Vitaa et Slimane et produit la majorité des titres de l'album VersuS.

#### Années 2020
En 2020, la chanson Ça va ça vient reçoit aux Victoires de la musique le prix de la Victoire de la chanson originale .
Le titre  Avant toi , balade sentimentale, rencontre également un grand succès et se classe alors en 1re position d'Apple Music en Autriche mais également en 9e position en Allemagne et en 8e position en Suisse. Avant toi a reçu le prix de la chanson francophone de l'année lors des NRJ Music Awards 2020, ainsi que le prix de la Chanson de l'année sur TF1 ,.
Le titre "De l'or" issu de la réédition du même album remportera le prix du clip de l'année aux NRJ Music Awards 2021 .
En septembre 2020, il compose et produit la chanson Jusqu'ici tout va bien (chanson) de Gims, qui devient le générique de la série télévisée Ici tout commence sur TF1.
En 2021, il reçoit le Grand prix de la chanson Française en tant que créateur, remis par la Société des auteurs, compositeurs et éditeurs de musique lors des Grand prix Sacem 2021,,,,, consécration pour lui, à travers la reconnaissance de ses pairs, parallèlement à un anonymat souhaité,,,,.
Il travaille la même année avec Amel Bent et Hatik, ils font ensemble le titre "1,2,3" qui remportera le trophée de Collaboration Francophone de l'année aux NRJ Music Awards 2021.
En 2022 il co-compose et produit le titre "Yo Yo" de Mika (chanteur), que ce dernier, présentateur ce soir là du Concours Eurovision de la chanson interprétera en direct dans l'émission.
La même année, il compose et produit 10 titres sur l'album Les Dernières Volontés de Mozart de Gims, l'occasion pour lui de rencontrer Carla Bruni sur le duo Demain (chanson), et de travailler une seconde fois avec Maluma sur le titre "Si te llamo".
Toujours en 2022, il co-compose et produit l'album L'École de la vie (album) de Kendji Girac, ou il collabore avec Florent Pagny sur le titre "Encore". Il compose également le single "Le feu" en duo avec Vianney, et crée le titre "Plusieurs vies" avec Jérémy Frérot.
En 2023, Il co-compose et produit le titre "Seya", duo entre Gims et Morad pour lequel il crée pour la première fois. Le titre connait un succès en France mais surtout dans plusieurs pays, et dépasse aujourd'hui les 200 millions de stream sur la plate-forme Spotify.
En septembre 2023 sort l'album Charlotte (album de Vitaa) de Vitaa sur lequel il co-écrit et produit 12 titres.
Toujours en septembre 2023, sort l'album Que ta tête fleurisse toujours de Mika (chanteur), sur lequel Renaud a co-écrit et produit 11 titres .
Il co-écrit également avec Vianney les titres "Je suis fou" en trio avec Soprano (rappeur) et Kendji Girac , "Le feu", et "Tu me guéris", sur son album À 2 à 3.
Il rencontre la même année-là leader du groupe Louise Attaque, Gaëtan Roussel avec qui il crée les singles "Crois moi" et "Ma totalité".
En 2024, il continue sa collaboration artistique avec Gaëtan Roussel, pour la réédition de son album Éclect!que sur les titres "Le chemin" et le single "Inoubliable" sur lequel Renaud apparait en duo sous le pseudonyme "RR".
Le 4 octobre 2024 sort le sixième album Vivre... de Kendji Girac. Renaud Rebillaud compose et produit 8 titres dont le single "Si seulement" dans lequel Kendji Girac revient sur l'évènement tragique qu'il a vécu en avril 2024,,,.
Le 22 novembre 2024 sort le single « Adieux nous deux », sur lequel il collabore pour la première fois avec Pierre Garnier (chanteur), ainsi que le titre « Contrôle ».

Ses oeuvres, populaires par essence, sont régulièrement reprises lors d'émissions telles que Les Enfoirés

## Discographie

### Albums (produits et composés)
| Année | Artiste(s)                         | Album                                                | Certification           |
| ----- | ---------------------------------- | ---------------------------------------------------- | ----------------------- |
| 2010  | Sexion d'assaut                    | L'École des points vitaux                            | 3 × Platine             |
| 2012  | Sexion d'assaut                    | L'Apogée                                             | Diamant Platine Or      |
| 2013  | Gims                               | Subliminal                                           | 2 × Diamant Or          |
| 2014  | Black M                            | Les Yeux plus gros que le monde                      | Diamant                 |
| 2014  | Kendji Girac                       | Kendji                                               | 2 × Diamant Platine Or  |
| 2015  | Gims                               | Mon cœur avait raison                                | Diamant Platine         |
| 2016  | Kendji Girac                       | Ensemble                                             | 2 × Diamant 2 × Platine |
| 2017  | Ridsa                              | LIbre                                                | Or                      |
| 2018  | Gims                               | Ceinture noire                                       | Diamant Platine Or      |
| 2018  | Kendji Girac                       | Amigo                                                | 1 × Diamant Or          |
| 2019  | Vitaa & Slimane                    | VersuS                                               | 2 × Diamant Platine     |
| 2020  | Kendji Girac                       | Mi Vida                                              | 3 × Platine             |
| 2020  | Gims                               | Le fléau / Les vestiges du fléau / L’empire de Méroé | 2 × Platine             |
| 2021  | Amel Bent, Camélia Jordana & Vitaa | Sorøre                                               |                         |
| 2021  | Amel Bent                          | Vivante                                              | Or                      |
| 2022  | Gims                               | Les dernières volontés de Mozart (Symphony)          | c                       |

### Singles (Produit et Composée)
- 2010 : Tu l’as fait pour elle (de la Sexion d’Assaut)
- 2010 : Wati by Night (de la Sexion d’Assaut et Dry)
- 2010 : Désolé (de la Sexion d’Assaut)
- 2012 : WatiBigali (de Big Ali, Black M, Dadju et Dry)
- 2013 : J'me tire (de Gims)
- 2013 : One Shot (de Gims et Dry)
- 2013 : Ça marche (de Gims et The Shin Sekaï)
- 2013 : Bella (de Gims)
- 2013 : Changer (de Gims)
- 2013 : Game Over (de Vitaa et Gims)
- 2014 : Color Gitano (de Kendji Girac)
- 2014 : Mme Pavoshko (de Black M)
- 2014 : Profiter de ma life (de Maska, Dr. Bériz et Black M)
- 2015 : Est-ce que tu m'aimes ? (de Gims)
- 2016 : Elle avait son djo (de Niska et Gims)
- 2018 : Loup Garou (de Gims et Sofiane)
- 2018 : La même (de Gims et Vianney)
- 2018 : Bella Ciao (de Naestro, Slimane, Vitaa et Gims)
- 2018 : Corazón (de Gims, Lil Wayne & French Montana)
- 2023 : Si Te Llamo (de Gims et Maluma)
- 2023 : Crois-moi (de Gaëtan Roussel)
- 2024 : Seya (de Morad & Gims)
- 2024 : Si Seulement (de Kendji Girac)
- 2024 : Inoubliable (de Gaëtan Roussel)
- 2025 : Pandore (de Baptiste Sartoria)